# ريتشارد لوسون
ريتشارد لوسون (بالإنجليزية: Richard Lawson) هو ممثل أمريكي، ولد في 7 مارس 1947 بلوما ليندا في الولايات المتحدة.

## أعمال

### أفلام
- (1971) هاري القذر
- (1978) العودة للديار
- (1982) أرواح شريرة[4]
- (2005) خمن من[5]

## وصلات خارجية
- ريتشارد لوسون على موقع IMDb (الإنجليزية)
- ريتشارد لوسون على موقع ألو سيني (الفرنسية)
- ريتشارد لوسون على موقع أول موفي (الإنجليزية)
- ريتشارد لوسون على موقع قاعدة بيانات الأفلام السويدية (السويدية)
- ريتشارد لوسون على موقع إن إن دي بي (الإنجليزية)
- ريتشارد لوسون على موقع قاعدة بيانات الفيلم (الإنجليزية)
- ريتشارد لوسون على موقع كينوبويسك (الروسية)